# Hai'an
Hai'an (海安市S, Hǎi'ānP) è una città-contea della Cina, situata nella provincia di Jiangsu e amministrata dalla prefettura di Nantong.